# Teenage Mutant Ninja Turtles: Superman Legend
Mutant Turtles: Chōjin Densetsu-hen (яп. ミュータント タートルズ 超人伝説編 Мутанто Таторудзу Тёдзин Дэнсэцу-хэн, Черепашки ниндзя: Легенда о супермене) — короткий OVA-сериал, состоящий из 2-х частей. Является частью известной франшизы Черепашки-ниндзя и единственной экранизацией японского производства. OVA была выпущена студией Production Reed 21 мая 1996 года на кассетах VHS. Каждая серия длится 25 минут.

## Сюжет
Черепашки исследуют храм утерянного королевства Мута, где встречают святого духа по имени Крис-му, который был заключён в камень Мута. Дух дарует черепахам особую силу, которая превращает их в супер черепашек-ниндзя; теперь во время боя черепашки могут соединяться в единое всесильное существо. Тем временем злодеи Шреддер и Кранг пытаются найти тёмный камень Муты, чтобы пробудить злую демоницу Му, заключённую внутри кристалла.
Во второй серии черепашки вместе с Эйприл и Сплинтером совершают поездку в Японию, чтобы помочь Киндзо Хаттори, в чьём доме блуждает призрак. В то же время Шреддер, Бибоп и Рокстеди телепортируются в Японию, чтобы украсть медальон семи элементов и заполучить силу стражей-зверей.

## Роли озвучивали
- Дайки Накамура — Леонардо
- Тосихару Сакурай — Микеланджело
- Хироюки Сибамото — Рафаэль
- Хидэнари Угаки — Донателло
- Хидэтоси Накамура — Рокстеди
- Рэй Сакума — Крис-му
- Эми Синохара — Эйприл
- Кёсэй Цукуй — Бибоп
- Хидэюки Умэдзу — Сплинтер
- Киёюки Янада — Шреддер

## Роли дублировали
- Койти Ямадэра — Леонардо
- Соитиро Хоси — Микеланджело
- Ясунори Мацумото — Рафаэль
- Хироаки Хирата — Донателло
- Такуя Киримото — Сплинтер
- Мэгуми Хаясибара — Эйприл
- Акимицу Такасэ — Бибоп
- Хироси Камия — Рокстеди
- Тикао Оцука — Шреддер

## Список серий
| # | Заголовок | Дата выхода     |
| - | --- | --------------- |
| 1 | Великий кризис Супер Черепах! «Супа Таторудзу Дай Пинти! Сэйнто Тодзё!» (スーパータートルズ大ピンチ!セイント登場!) | 21 мая 1996     |
| 2 | Металлическая битва «Сюго Дзю Корин Мэтару Таторудзу Тодзё!» (守護獣降臨 メタルタートルズ登場!)                    | 21 февраля 1997 |

## Саундтрек
Mutant Turtles: Chōjin Densetsu-hen Original Sound Track (яп. ミュータント・タートルズ超人伝説編 オリジナル・サウンド・トラック Мутанто Таторудзу Тёдзин Дэнсэцу Оридзинару Саундо Торакку, Mutant Turtles: Superman Legend Original Sound Track) — список саундтреков к аниме. Они были выпущены под лейблом Columbia Records 20 марта 1996 года в Японии. Сюда включены все саундтреки из двух OVA-серий, сочинённые Такаси Икэ, в том числе открытие: Power Up Turtles в исполнении Хиронобу Кагэямы и концовку: Chikyū wa Ogenki в исполнении того же певца.
1. パワーアップ・タートルズ~オープニング・テーマ・ビデオサイズ
Pawā Appu Tātoruzu~Ōpuningu Tēma Bideo Saizu/Power Up Turtles: Opening Theme Video Size
2. 戦いのはじまり~ダーク・ミューの驚異
Tatakai no Hajimari~Dāku Myū no Kyô/Start to Wage War: Dark Mu’s Miracle
3. ダーク・ミューの目覚め
Dāku Myū no Mezame/Awakening of Dark Mu
4. 負けるなスーパータートルズ!~セイントミューテーションでタートルセイント!!
Makeru na Sūpā Tātoruzu!~Seinto Myūtēshon de Tātoruzu Seinto/Defeated Super Turtles!: The Saint Mutation of the Turtle Saint!!
5. クリス・ミュー決死の封印~力をあわせてメガファイナルセイントブレイクを打て!!
Kurisu Myū Ketsu Shi no Fūin~Ryoku o awase te Mega Fainaru Seinto Bureiku o Ute!!/Crys Mu Decides the Seal’s Death: The Combined Power Mega Final Saint Break Strike Shoots!!
6. 美雄平石(ミュータ石)を求め,いざ日本へ~ハットリキンゾウ参上!
Bi Osu Hira Ishi(Myūta Seki) wo Motome, Iza Nihon e~Hattori Kinzô Sôjyô/The Beautiful Flat Male Animal Stones (Mutant Stones) Demand, to Japan in a Crucial Moment: Hattori Kinzô Visits!
7. 亡霊ユキムラのいたずら
Bôrei Yukimura no Itazura/Failed Attempt of Ghost Yukimura
8. 大苦戦!お先に失礼,メタルビーストはいただきさ!!
Dai Kusen! Osaki ni Shitsurei, Metaru Bīsuto ha Itadaki sa!!/Big, Hard Fight! Before Rudeness, the Metal Beast is Received!
9. 守護獣降臨!メタルミューテーション!!
Shugo jū Kôrin! Metaru Myūtēshon!!/Protect the Beast Descending to Attend! Metal Mutation!!
10. 地球はお元気~エンディング・テーマ・ビデオサイズ
Chikyū wa Ogenki~Endingu Tēma Bideo Saizu/The Earth is Safe: Ending Theme Video Size